# Cirrhochrista cydippealis
Cirrhochrista cydippealis is een vlinder uit de familie van de grasmotten (Crambidae), uit de onderfamilie van de Spilomelinae. De wetenschappelijke naam van deze soort is voor het eerst voorgesteld als Endotricha cydippealis door Francis Walker in een publicatie uit 1859.
De soort heeft witte voorvleugels met een bruine rand en komt voor op het eiland Borneo.